# Melissa Wijfje
Melissa Wijfje (Ter Aar, 21 juli 1995) is een Nederlandse langebaanschaatsster die met ingang van seizoen 2021/2022 uitkomt namens Team Zaanlander.
In het seizoen 2014 werd ze juniorenwereldkampioene op de 1500 meter en op de  ploegenachtervolging. In het seizoen 2015 prolongeerde ze beide titels en werd ze op de ijsbaan van Warschau ook nog juniorenwereldkampioene allround en op de 3000 meter. Op 28 oktober 2016 wist ze tijdens de KNSB Cup in 2.00,11 (het eerste baanrecord van de dag) het vijfde en laatste wereldbekerticket op de 1500 meter te veroveren. In 2014 reed Wijfje al twee keer de 1500 meter in het wereldbekercircuit, na een afmelding van Antoinette de Jong. Wijfje heeft een relatie met schaatser Marcel Bosker.

## Persoonlijke records
| Afstand    | Tijd    | Datum            | Baan           |
| ---------- | ------- | ---------------- | -------------- |
| 500 meter  | 38,83   | 1 februari 2020  | Calgary        |
| 1000 meter | 1.15,05 | 28 december 2020 | Heerenveen     |
| 1500 meter | 1.51,78 | 16 februari 2020 | Salt Lake City |
| 3000 meter | 4.01,07 | 13 oktober 2019  | Inzell         |
| 5000 meter | 6.58,80 | 4 november 2018  | Heerenveen     |

## Resultaten
| Jaar | NK Afstanden                                  | NK Allround           | NK Sprint              | EK Afstanden                        | WK Afstanden                              | WK Allround         | Wereldbeker                                            | WK Junioren |
| ---- | --------------------------------------------- | --------------------- | ---------------------- | ----------------------------------- | ----------------------------------------- | ------------------- | ------------------------------------------------------ | --- |
| 2014 | 21e 1000m 11e 1500m 14e 3000m                 |                       |                        |                                     |                                           |                     |                                                        | 1000 m · 1500 m · 3000 m · Allround · (4e, 1e, 2e, 2e *) · Ploegenachtervolging · (met Antoinette de Jong en Jade van der Molen) |
| 2015 | 12e 1000m 6e 1500m 9e 3000m                   | 7e (7e, 9e, 4e, 7e)   |                        |                                     |                                           |                     | 24e 1500m                                              | 1500 m · 3000 m · Allround · (7e, 1e, 4e, 1e *) · Ploegenachtervolging · (met Sanneke de Neeling en Esmee Visser) · Massastart   |
| 2016 | 18e 1000m 7e 1500m 13e 3000m 10e 5000m        | 4e · (8e, 6e, , 5e)   |                        |                                     |                                           |                     |                                                        | |
| 2017 | 12e 1500m · 8e 3000m · 12e 5000m · massastart | 6e · (7e, , 4e, 7e)   |                        |                                     |                                           |                     | 8e 1500m · 4e 3k/5k · 21e Massastart · achtervolging   | |
| 2018 | 7e 1500m 7e 3000m 8e 5000m                    | · (4e, , , 5e)        |                        | achtervolging                       |                                           |                     |                                                        | |
| 2019 | 1500m · 7e 3000m · 7e 5000m · 5e massa start  | 4e · (, 4e, , 5e)     |                        |                                     | 9e 1500m 10e massa start                  |                     | 6e 1500m 7e 3k/5k4e achtervolging                      | |
| 2020 | 1500m · 7e 3000m · 6e 5000m · 4e massa start  | · (, )                |                        | 4e 1500m · massastart achtervolging | 5e 1500m · 11e massastart · achtervolging | 5e (6e, 4e, 6e, 5e) | 4e 1500m · 19e 3k/5k · 5e massastart · achtervolging   | |
| 2021 | 1500m · 8e 3000m · 6e 5000m                   | · (5e, , , 4e)        | 11e (16e, 5e, 17e, 5e) |                                     | 9e 1500m                                  |                     | 11e 1500m · 13e 3k/5k · 19e massastart · achtervolging | |
| 2022 | 12e 1500m 6e 3000m 5e 5000m 10e massastart    | · (5e, 4e, , 4e)      |                        |                                     |                                           |                     |                                                        | |
| 2023 |                                               | NC13 (8e, 15e, 9e, -) |                        |                                     |                                           |                     |                                                        | |
| 2024 | 4e 1500m 10e 3000m                            | 4e · (, 5e, , 5e)     |                        |                                     |                                           |                     | 12e 1500m                                              | |
| 2025 | 9e 1500m 10e 3000m 12e massastart             | 6e (8e, 7e, 4e, 7e)   |                        |                                     |                                           |                     |                                                        | |

* Resultaten tussen allrounders onderling